# Cascos marítimos
O seguro de Cascos marítimos garante a cobertura contra os riscos de perdas e danos causados a embarcações (de transporte de passageiros, de carga, empurradores/rebocadores, de recreio, etc.), em decorrência de acidentes que atinjam o casco ou as suas máquinas e equipamentos, estando essas embarcações em operação, construção ou em reparos.
As coberturas podem incluir:
- Perda Total (por naufrágio ou outras causas);
- Assistência e Salvamento;
- Avaria Grossa (apenas para embarcações de transporte de cargas);
- Responsabilidade Civil por Abalroação;
- Avaria Particular (danos parciais);
- Responsabilidades Excedentes
- Valor Aumentado
- Seguro de Construtores Navais
- Responsabilidade Civil Ampla
- Roubo ou Furto Qualificado Total
- Retirada e Colocação na Água
- Participação em Competições de Pesca ou Regatas (apenas para embarcações de recreio);
- Extensão de Abrangência (além do limite do litoral do país)
- Viagens
- Remoção de Destroços
- Desembolsos (apenas em casos de perda total)

Para a contratação da apólice é necessário especificar a classificação da embarcação pela autoridade ou órgão responsável (ex.: a Capitania dos Portos no Brasil), quanto ao seu tipo (longo curso, cabotagem, alto-mar, etc.), propulsão (motor, a vela, sem propulsão) e utilização ou atividade (passageiros, carga, recreio, pesca, etc.), assim como as coberturas pretendidas e os valores envolvidos (da embarcação e das responsabilidades).

### Vistoria da Embarcação
A critério da Seguradora poderá ser necessária uma vistoria da embarcação por empresa especializada.
Sempre que as embarcações forem novas, não há exigência de vistoria caso seja apresentada a nota fiscal emitida com até 30 dias antes do início da apólice.

### Seguradoras especializadas no Brasil
O mercado de seguro de cascos marítimos é bastante restrito no Brasil, com poucas seguradoras atuando neste nicho atualmente.
No seguimento de seguros de embarcações voltadas para esporte e recreio, apenas as seguradoras Essor, Yellum Seguros, Fairfax e Mapfre emitem apólices.
Dentro nicho de esporte e recreio, destaca-se restrição ainda maior no número de seguradoras, sendo a Essor Seguros a única empresa que emite apólices para este tipo de embarcação.

### Aplicação de franquias
Nesta modalidade de Seguro existe necessáriamente a aplicação de franquia, isto é, a participação do segurado em caso de sinistro, exceto em caso de perda total.